# صوفيا أميرة المملكة المتحدة
الأميرة صوفيا (بالإنجليزية: Sophia of the United Kingdom)‏ (3 نوفمبر 1777-27 مايو 1848) الطفلة الثانية عشر والابنة الخامسة للملك جورج الثالث وزوجته شارلوت وقد وردت إشاعات حول الأميرة صوفيا بأنها أنجبت طفل غير شرعى وهي في ريعان شبابها.

وفى شبابها كانت الأميرة صوفيا هي الأقرب لوالدها الذي فضّل بناته على أبنائه الذكور، وعلى الرغم من ذلك فإنها وأخواتها عشن في خوف من والدتهن. وقد تلقت كل من الأميرات التعليم الجيد إلا أنهن ترعرعن في بيت صارم.ورغم أن الملك جورج كان معارضا لفكرة الزواج بشأن بناته إلا أنه نوى أن يجد الأزواج المناسبة لهن حينما يصلن لسن الزواج.إلا أن نوبات الجنون المتكرره لدى الملك ورغبة الملكة في أن يعشن بناتها حياتهن مثل رفقائهن منعت الخاطبين من عرض الزواج بالأميرات.ونتيجه لذلك فإن الأميرة صوفيا وأخواتها ترعرعن في ظل أسره محصنه والتي يشيرون إليها ب «دير الراهبات».
وعلى الرغم من أنها لم تتزوج، إلا أنه قد وردت إشاعات أنها أصبحت حامل من توماس جارث وهو موظف لدى والدها وأنجبو طفلا غير شرعى في صيف 1800 .وهناك إشاعه أخرى أن الطفل هو نتاج لحادثة اغتصاب قام بها أخيها اللأكبر وهو دوق ل كامبرلاند والذي لم يكن معروفا.وقد انقسم المؤرخون في تفسير صدق هذه القصص فقد ذهب بعضهم إلى أنها أنجبت طفل من جارث بينما اّخرون يرون أنها حكايات أشاعها الأعداء الساسيون للأسرة المالكه.وقد زادت جهود الأمير ريجنت لمنح أخواته البنات استقلال وافر مع وفاة الملكة تشارلوت في 1818 . وقد أقامت الأميرة صوفيا في سنواتها الأخيرة مع ابنة أخيها فيكتوريا،أميرة كنت، في قصر كنسينغتون. وقد وقعت صوفيا هناك تحت سطوة مراقب الأميرة فيكتوريا، سير جون كونروى الذي استفاد من عمى الأميرة صوفيا وشيخوختها: وقد وردت إشاعات أن صوفيا عاشت في رهبه من كرونوى لتعامله بشده مع أساليب البلطجه لدى ابنها غير الشرعى. وقد عملت صوفيا كجاسوس بجانب اثنان من أكبر أخواتها الذكور في حين أن كرنوى قد أهدر معظم أموالها.وقد توفت الأميرة صوفيا في 27 مايو 1848 أثناء إقامتها في قصر فكراج وقصر كينسنغتون.

## نشأتها

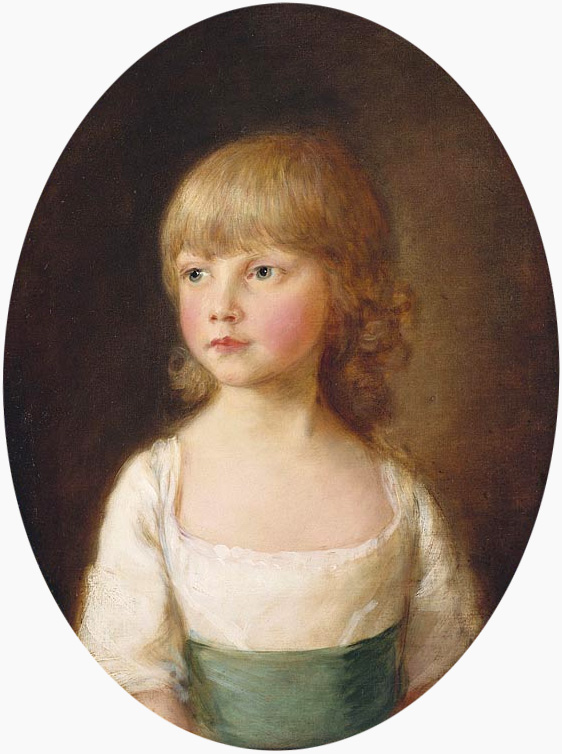
الأميرة صوفيا في عمر الخامسة عام 1782

ولدت صوفيا منزل باكنغهام، لندن في 3 نوفمبر 1777 وهي الطفلة الثانية عشر والابنة الخامسة للملك جورج الثالث وزوجته شارلوت، أميرة ستريليتس مكلنبرغ ستريليتس. وتم تنصير الأميرة وهي في سن الشباب عن طريق فردريك كورن ويلز، رئيس أساقفة كانتبيري، في 1 ديسمبر 1777 في قاعة المجلس الكبرى في قصر سانت جيمس. وكان عرًابتها هو اوجست، أمير ساكس جوثا ألتنبرج، بعد إطاحة ابن عمها الأكبر.وكان كلا من دوق برنسويك وولفن بوتل، ابن عمها الأكبر الذي تم إطاحته للمرة الثانية، وزوجة ابن عمها الأكبر،دوقة ماكلنبرج، قد تم تصويتهم بالوكالة.

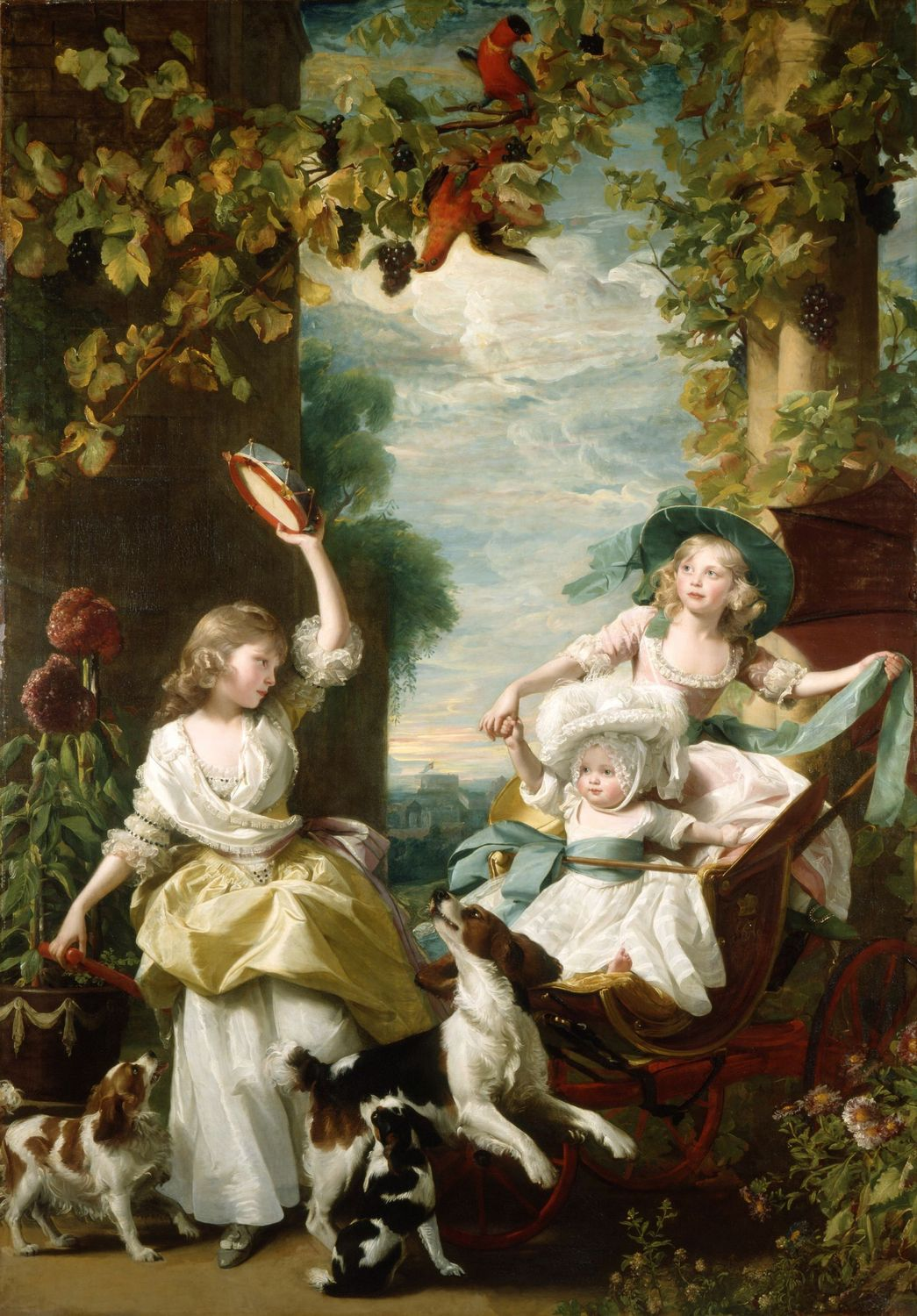
صوفيا (على يمين الصورة) مع أخواتها ماري وأميليا

وبعد مولد الملكة صوفيا، قرر الملك جورج منح بناته وأولاده البكور إعانات. وقد استقبل كلا من صوفيا وأخواتها الإناث الأكبر سنا دخل سنوى قيمته 6000 استرلينى بموجب أحكام الرلمان وذلك بعد زواجهن ووفاة الملك جورج الثالث. وكانت الحياة الملكية صارمة ورسمية حتى وإن اجتمعت الأسرة الملكية بشكل خاص: على سبيل المثال حينما دخل الملك الحجرة، كان من المفترض أن تقف بناته، وأن تبقى صامته إلى أن يخاطبهن، وألا تغادر بدون تصريح. وقد حاولت الملكة تشارلوت أن تكون اقتصادية بقدر الإمكان فكانت الأميرات الصغيرات يرتدين فساتين محلية بسعر رخيص ويأكلون طعام بالىّ.

كانت حياة صوفيا تتمركز في التعليم. وقد عملت السيدة شارلوت فينتش مربية للملكة صوفيا وكذلك للأمراء. ومع التعليم والتهذيب الصارم الذي تلقته الأميرة صوفيا من إخوانها، فإن الملكة تشارلوت قد اختارت المربية تشارلوت لاختيار معلمات ذو خبرة لإعطاء الأميرات دروس في الإنجليزية والفرنسية والموسيقى والفن والجغرافيا: كما سُمح للمكة صوفيا وأخواتها بلعب الرياضة والألعاب الصخابه مع إخوانهن. كما سعت الملكة تشارلوت في أن تجمع بين ترفيه بناتها والفوائد التعليمية لهن. وقد حضرت صوفيا مع إخوانها وأخواتها عرضاً في مسرح واستمتعوا بالعروض الخاصة. وكان الظهورالأول للأميرة صوفيا في العامة حينما رافقت والديها وأخواتها وإخوانها في احياء ذكرى جورج فريدريك هاندل التي أُقيمت في كنيسة وستمنستر في 26 مايو 1784.

كان والد صوفيا بمثابة الأب المنشغل بابنته في السنوات الأولى من حياتها وفضل بناته على أولاده فيما يتنافى مع العرف السائد في ذلك العصر. كما أنه حضر حفلات أعياد ميلاد الأميرات ومناسبات خاصة أخرى وكان على علم بما يحدث من تقدم في حجرة دراستهن.وقد قال صديق للعائلة «لم أر أطفالاً محبوبين أو مشهد يدخل السرور أكثر من دلال الملك لأولاده». ومن ناحية أخرى، فإن الملكة تشارلوت قد حثت الخوف في بناتها وطبقاً للمؤرخ الملكى بوردو فإن الملكة تشارلوت لم تكن أماً حميدة.

## البلوغ

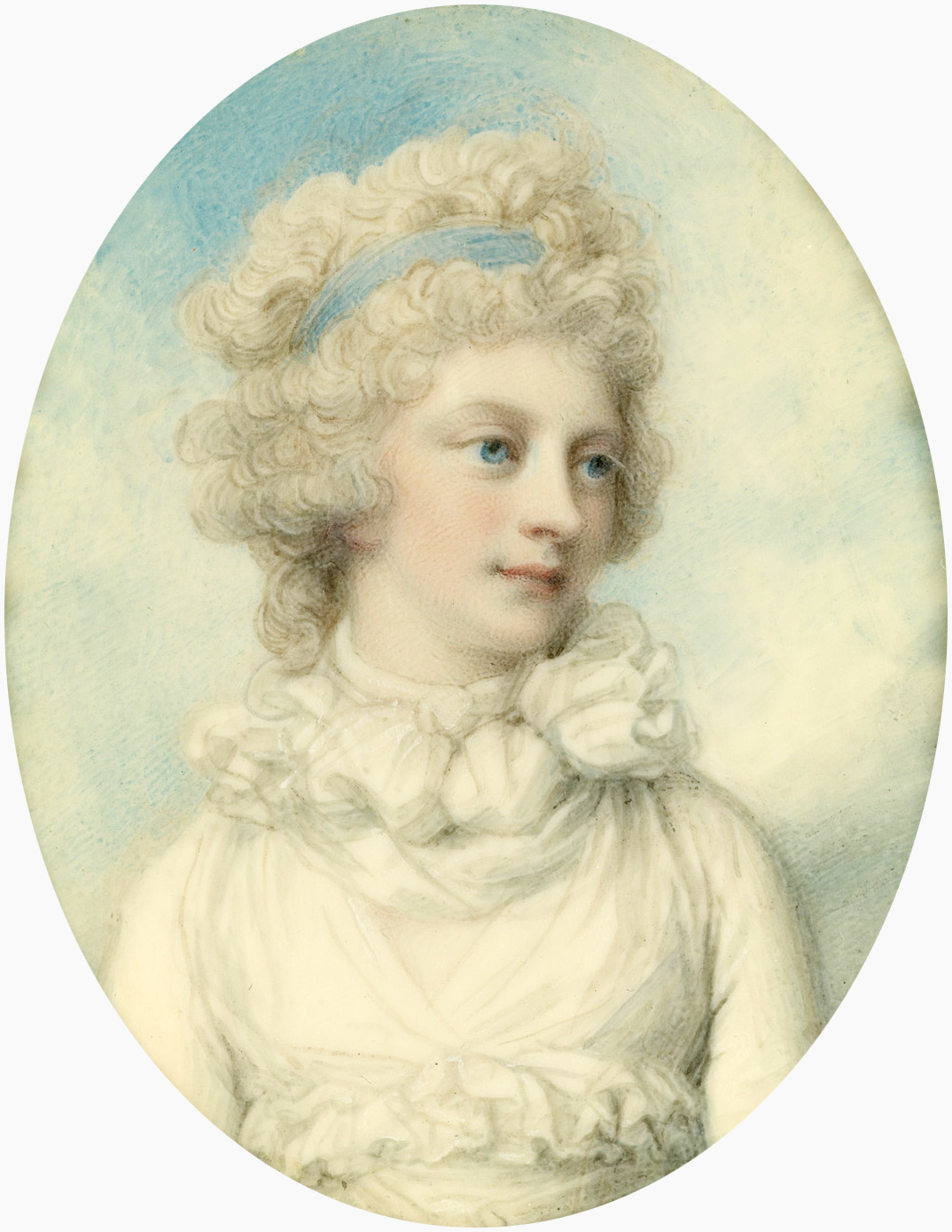
الأميرة صوفيا في 1792. رسم هذه الصورة المصغًرة ريتشارد كوسواي بتكليف من أخيها، أمير ويلز

دخلت الأميرة صوفيا وأختها مارى بحلول عام 1792 في أكثر من نشاط اسري، وحينما بلغت الأميرة صوفيا أربعة عشر عاما، ظهرت للمرة الأولى في البلاط الملكي في ذكرى مولد والدها يوم 4 يونيه 1792. كانت الأميرة صوفيا في شبابها فتاة جذابة، بالإضافة إلى كونها متغيرة المزاج، جميلة، حساسة، عاطفية، وذلك وفقاً لما قاله المؤرخ كريستوفر هيبرت .وأثناء طفولتها، كانت الأميرة صوفيا متعلقة بوالدها، إلا أنها أحيانا كانت تجده ساخطاً. كتبت الأميرة صوفيا " لقد كان الملك هو مصدر الحنان لى ولا أستطيع أن أقول إلى أي مدى أشعر بالفضل لذلك". وقبل عام 1788، كان الملك جورج قد أخبر بناته بأنه سيصطحبهم إلى هانوفر وسيوفر لهم الأزواج المناسبة على الرغم من الشكوك التي راودته والتي نبعت من الزواج غير الناجح  لأخواته البنات.وقد أشار الملك قائلاً " لا أستطيع أن أنكر أنني لم أتمنى أن تتزوج احداهن فأنا سعيد بصحبتهن ولا أريد الابتعاد عنهن ". وقد أُصيب الملك جورج بالجنون للمرة الأولى حينما بلغت ابنته الأميرة صوفيا إحدى عشر عاماً.وقد علقت الأميرة صوفيا على سلوك والدها قائلة " أنه مليء بالعاطفة والحنان تجاهها إلا أن حنانه في بعض الأحيان يكون فائقاً والذي يزعجنى  إلى حد كبير". وعلاوة على ذلك، فإنه قد عانى من انتكاسات من الخبل من 1801 حتى 1804 مما حال دون الحديث عن زواج بناته. وكان طلب الزواج نادراً ما يُطرح؛ حيث كانت الملكة تشارلوت تخشى هذا الأمر والذي كان بموجبه يُزعج دائماً الملك، ويدفعه إلى العودة إلى نوبة الخبل.ومن ناحية أخرى؛ تعبت الملكة تشارلوت من مرض زوجها وأرادت أن تبقى الأميرات بالقرب منها. ونتيجه لذلك؛ أُجبرت الأميرة صوفيا، شأنها في ذلك شأن كثير من أخواتها، أن تعيش حياتها رفيقة لوالدتها.وكان من غير المسموح للأميرات الاختلاط بأى شخص خارج الديوان الملكي، وكان نادرا ما يتواصلن مع الرجال فضلاً عن الخدم والساسة والحاشية. وكانت الفتيات يشتكين غالباً من العيش في دير الراهبات. وللترفيه، كانت الملكة تقرأ لهن خطب كما كانت الأميرات يمارسن التطريز. وفي إحدى المناسبات، كتبت الأميرة صوفيا أن أيامهن كانت "مملة بشكل قاتل وأنها تمنت أن تكون كنغر ". وكانت الأميرة الكبرى هي الابنة الوحيدة التي تمكنت من الزواج في سن صغير نسبياً. وكان باقى الأميرات بدون خاطب، غير أنه قد توقفت معظم الجهود المختلفة للرجال من قبل الملكة تشارلوت.وقد اشتاقت معظم الفتيات لتكوين أسرة وانجاب الأطفال كما أنهن طالبن أمير ويلز، الذي بقين بالقرب منه، مساعدتهن لايجاد شريك الحياة والسماح لهن بالزواج من محبوبهن أو السماح لهن بالعيش خارج سيطرة الملكة تشارلوت. كتبت الأميرة صوفيا ذات مرة لأخيها مازحة " أتسائل أنك لم تصوت لوضعنا في ستره واغراقنا في نهر التايمز. وقبل أن يصبح الملك جورج وصي العرش، كانت لديه سلطة صغيرة لالزام أخواته. وقد أدى وصوله للعرش في عام 1811 إلى اسقبال الأميرة صوفيا وباقي الأميرات العازبات زيادات في علاوتهن من 10,000 حتى 13,000. كما أنه دعًم رغبتهن في الخروج إلى المجتمع، وكانت الملكة تشارلوت غاضبة من تلك المحاولات، كما قام الأمير ريجنت بتسوية الخلافات بين الطرفين لكي تستمع أخواته ببعض الاستقلالية.

## طفل غير شرعي
أثناء حياة الأميرة صوفيا، كانت هناك اشاعات مختفة حول علاقتها المحرًمة مع أخيها ارنست أوغسطس، دوق كمبرلاند، والذي أصبح مؤخرا ملك هانوفر. وكان الأمير ريجنت قد حذًر أخواته ألا يتواجدن بمفردهن مع أخيهن الدوق في نفس الحجرة، وكانت كمبرلاند غير معروفة بشكل كبير لدى الشعب اليريطاني. وليس واضحاً ما إن كانت هذه الاشاعات حقيقة أم أن الأعداء السياسيين للدوق قد افتروها عليه.
أصبحت صوفيا وكثير من أخواتها منهمكات مع الخدم و الساسة حينما كان تعرضهن للرجال الجديرين محدوداً. وقد دخلت صوفيا في علاقة مع رئيس خدم والدها، جنرال توماس غارث، الذي يفوقها في العمر بثلاثة وثلاثين عاماً.وكانت لديه حمى أُرجوانية كبيرة في وجهه والتي دعت الأميرة ماري، أخت الأميرة صوفيا، أن تشير إليه ب «ضوء الحب الأرجواني» وكذلك دعت الخادم وكاتب اليوميات ، تشارلز جريفيل أن يلقبه ب «الشيطان العجوز البشع». على الرغم من ذلك، فقد أشارت وصيفة الأميرة قائلة «كانت الأميرة مغرمة به بشدة، وهذا ما لاحظه الجميع؛ كما انها لم تستطع أن تتمالك نفسها في حضوره». كتب جريفيل بشأن صوفيا وأخواتها قائلاً «يقعن النساء في غرام أي شيء، والصدف والصدامات تكون أكثر أهمية من أي مزايا ايجابيه كانت أو مادية...عندما انعزلت الأميرات وكان قليلاً ما يختلطن بالرجال، ثارت عاطفتهن وأصبحن على استعداد للوقوع في أيدي أول رجل تلقيه علهن الأحداث»

وسرعان ما انتشرت الأقاويل عن وجود طفل غير شرعي .وقد أكد بعض المؤرخين أنه قبل حلول أغسطس 1800 في بلدة ويماوث، كانت صوفيا قد وضعت مولوداً من غارث. وكان فلورا فريزر مؤمناً بتلك الأقاويل، إلا أنه طرح سؤالاً حول ما إذا كان والد هذا الطفل هو غارث أم شقيق الأميرة صوفيا، دوق كامبرلند. وعلاوة على ذلك، كتب المؤرخون أن هذا الطفل الذي عمد توماس غارث مثل والده، قد نشأ في رعاية والده في بلدة ويماوث، حيث كانت والدته تزوره من آن لأخر. وفي عام 1828، حاول هذا الطفل ابتزاز العائلة الملكية من خلال وثائق تدينهم بشأن علاقة والديه المفترضة، وعلى الغرم من ذلك، فقد باء هذا الابتزاز بالفشل.
وعلى النقيض، فإن كامب أنتوني تحدى هذا الاعتقاد وهو أن صوفيا لديها طفل كما وفًر ملخص به الأدلة المتاحة. وفي كتابه «رويال بابليون، تاريخ الملوك الأوروبيين المثير للقلق»، كتب المؤلف كارل شو حول امكانية أن الدوق قد اغتصب أخته مستدلاً بمذكرات تشارلز جريفيل وعوامل أخرى. كما اعتقد المؤرخ جيليان جيل أن الأميرة صوفيا قد وضعت مولودها سراً وأن هذا هو السبب وراء عدم زواجها. وعلى الرغم من ذلك، كتب أليسون وير وآخرون أنه ربما حدث زواج بين صوفيا وغارث في نفس العام الذي ولدت فيه الطفل إلا أنه لا يوجد دليل يدعٍم هذا الأمر بخلاف وجود خاتم زواج في صورة قديمة من صور صوفيا.

## آخر حياتها

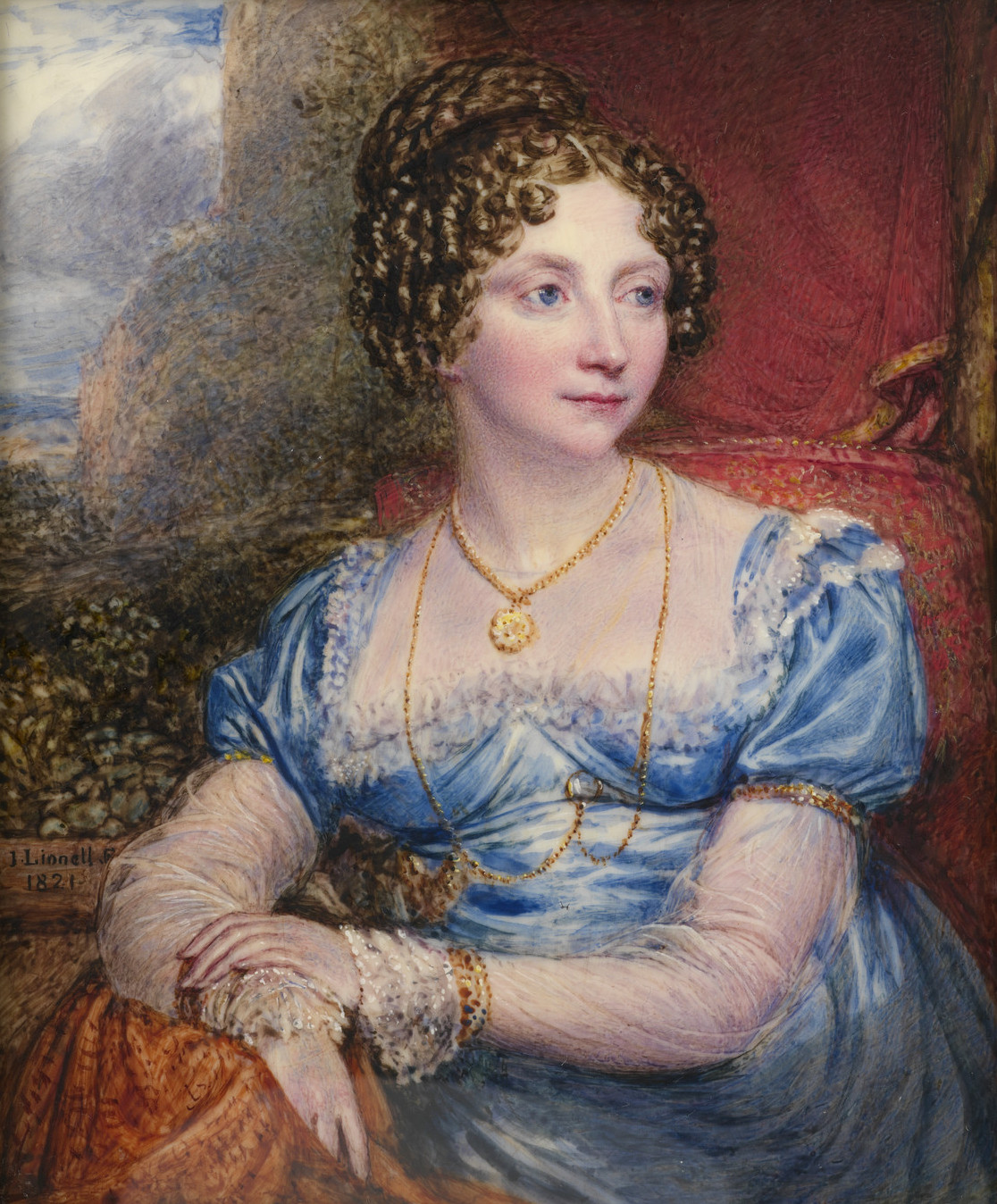
رسم جون لينيل هذه الصورة للأميرة صوفيا عام 1821

كانت الأميرة صوفيا مفضًلة عند ابنة أخيها، شارلوت أميرة ويلز، حيث أحبت الأميرة الصغيرة شخصية صوفيا اللطيفة كما أنها انجزبت للإشاعات إلى انتشرت بشأن ماضي صوفيا .كرهت شارلوت باقي عماتها كما أنها كتبت ذات مرة «أصدق بالكاد أن صوفيا تنتمي إليهم، فهي مختلفة تماماً في أفكارها وآرائها واحوالها .فنبل واستقامة عقلها يجعلها تستنكر المشاهد الثابتة من التآمر والمضايقة، فهي تستطيع الثأر إلا أن المرض يمنعها». أدت جهود الأمير ريجنت التي بذلها لمساعدة أخواته إلى زواج كلا من ماري و اليزابيث وعلى الرغم من امتلاك صوفيا وأوغستا حريتهن بمجرد وفاة الملكة شارلوت عام 1818، إلا أن قطار الزواج قد فاتهن. وقد ورثت الأميرة صوفيا من والدتها منزل صغير في حديقة جريت ويندسور والذي أعطته بدورها لأخيها، الأمير ريجنت . أدت وفاة الأميرة أوغستا عام 1840 إلى ورث الأميرة صوفيا لمنزل كلارنس و حديقة فروجمور.
عاشت الأميرة صوفيا بعد وفاة الملكة في قصر كنسينغتون خلال سنواتها الأخيرة بالقرب من ابنة أخيها فيكتوريا، أميرة كينت، وفيكتوريا الملكة مستقبلاً. ونتيجة لذلك، فقد كانت الأميرة صوفيا واحدة من أقارب الأب الذين غالباً ما كانت صوفيا تراهم.ومثل زوجة أخيها، دوقة كنت، سقطت الأميرة صوفيا أسيرة لسحر مراقب فيكتوريا، سير جون كونروي، حيث تركته يدير مالها. وقد أصبحت الأميرة صوفيا جزء من الدائرة الأجتماعية ل «دوقة كينت» وبموجبه استطاعت صوفيا أن تتجسس لصالح كونروي حال غيابه من قصر كنسينغتون. وقد نقلت أيضاً الأميرة صوفيا لكونروى ما سمعته في قصر سانت جيمس، حيث نجحت في الوصول إلى الخدم بالإضافة إلى اثنان من أكبر اخوانها. وقد تكهن مروٍجو الإشاعات أن قدرة كونروي الناجحة في استغلال الفرص مع ابن الأميرة صوفيا غير الشرعي قد قربها منه، في حين كتب بعض المؤرخين أن كونروى استغل صوفيا في آخر أعوامها التي أصبحت فيها تشعر بالدوار والتشويش بسهولة كما بدا على وجهها الذبول وكانت مرتبكة وعمياء تقريباً . وكانت صوفيا غالباً ما تتناول الغداء مع الأسرة، إلا أن دوقة كينت كانت تستخٍف بها. أدركت الأميرة فيكتوريا أن صوفيا جاسوسة وبعدها لم تعد إحداهما مقرًبة للأخرى. سمحت ثروة صوفيا لكونروي بأن يعيش حياة منعًمة، كما أنه اشترى لنفسه منزل في كنسينغتون قيمته 4000 دولار بالإضافة إلى عقارين قيمتهما 18.000 دولار. وكانت صوفيا مسؤولة أيضاً عن بعض أعضاء أسرة فيكتوريا الذين يعتلون المناصب العليا، مثل مربية فيكتوريا، لويز ليزن التي جُعلت بارونة هانوفر بناء على أوامر جورج الرابع وقد مُنح كونروي لقب قائد وفارس لمكانة هانوفر.

## وفاتها

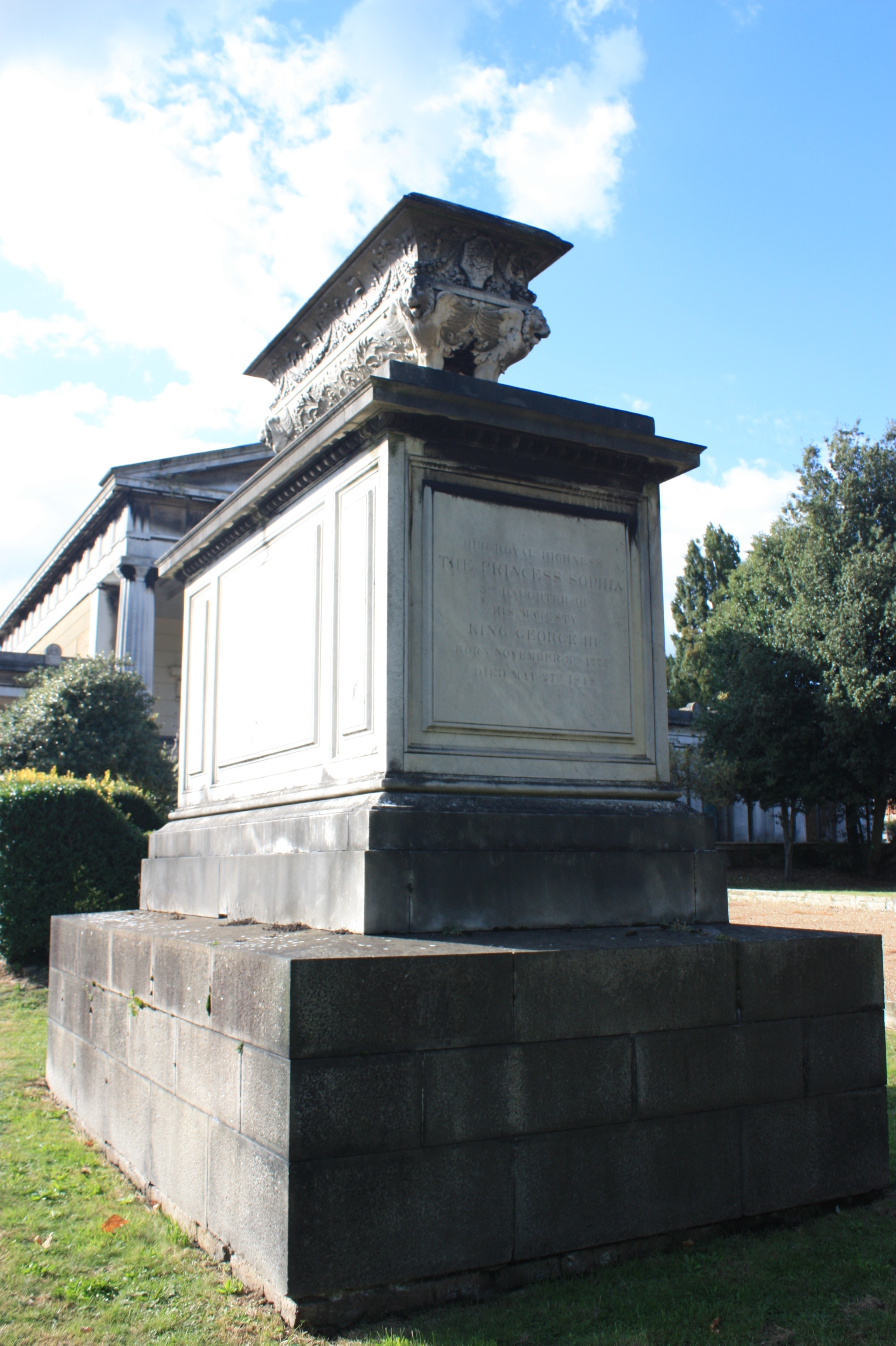
مقبرة الأميرة صوفيا في مقابر كنسل جرين

بعدما فقدت بصرها على مدار عشر سنوات، مرضت صوفيا في صباح 27 مايو 1848 أثناء اقامتها في مقرً القسيس في كنسينغتون؛ وقد زارتها أختها ماري وزجة أخيها، الملكة أديليد وابن أخيها ألبرت، أمير كونسرت. توفت الأميرة صوفيا في الساعة السادسة ونصف مساء هذا اليوم حال حضور ماري، دوقة كينت وكامبريدج. تم دفن الأميرة صوفيا في مقبرة جرين كنسل في لندن، أمام (شرق) الكنيسة المركزية وليس قلعة وندسور، حيث رغبت في أن تكون بالقرب من أخيها الأمير أغسطس فريدريك، دوق ساسكس، الذي يرقد على الجانب الآخر من الطريق. بعد وفاتها، تبيًن أن كونروي أهدر معظم أموالها وأن الأميرة صوفيا لم يعُد لديها أية عقار في ترِكتها. وقد كتب شارلز جريفيل مدخلاً في مذكراته قائلاً «توفت الأميرة صوفيا منذ أيام قليلة حينما شغلِت الملكة فيكتوريا حجرة الرسم من أجل عيد ميلادها، فكانت صوفيا عمياء، بلا حول ولا قوة، كما عانت حتى الموت، كما كانت ذكية بشدة ومثقفة إلا أنها لم تنعم في هذا العالم».

## ألقاب، أنماط، مراتب الشرف، مناصب

### الألقاب والأنواط (3 نوفمبر 1777 _ 27 مايو 1848)
- صاحبة السمو الملكي، الأميرة صوفيا

## المناصب
باعتبارها ابنة صاحب السيادة من عام 1789، اعتلت صوفيا مناصب المملكة المميزه ب «طابع» من ثلاث نقاط؛ هام، ونقطة المركز التي تحمل القلب غوليس، ونقاط خارجية تحمل كلاً منها وردة غوليس .